# Benjamin Duerr
Benjamin Dürr (* 1988) ist ein deutsch-niederländischer Diplomat, Völkerrechtler und Publizist. Er lebt in Den Haag.

## Leben
Dürr wuchs in Kohlstetten in der Gemeinde Engstingen auf und studierte internationale Beziehungen an der Reichsuniversität Groningen, internationales Recht an der Universität Turin und Diplomatie an der London School of Economics (LSE).
Er arbeitete als Journalist für deutsche, niederländische und internationale Medien, unter anderem Der Spiegel, Die Zeit, die Süddeutsche Zeitung, Al Jazeera English, De Groene Amsterdammer und Foreign Affairs. Er wurde als einer der Top 30 Journalisten unter 30 Jahren ausgezeichnet und erhielt den ersten Deutsch-Niederländischen Journalistenpreis.
Dürr war für den kongolesischen Arzt und Friedensnobelpreisträger Denis Mukwege und dessen internationale Stiftung tätig, sowie für das Diakonia International Humanitarian Law Centre in Stockholm auf dem Gebiet des humanitären Völkerrechts.
Seither arbeitet er als Diplomat für das niederländische Außenministerium.

## Werke

### Völkerrecht
Dürr publiziert zum Völkerrecht in internationalen Medien, wissenschaftlichen Publikationen und für Denkfabriken wie das International Peace Institute. Er schrieb das erste deutsche journalistische Buch über die Geschichte und die Arbeit des Internationalen Strafgerichtshofs.
Dürr tritt als Völkerrechtler und Politik-Experte in deutschen, niederländischen und englischsprachigen Medien auf, zum Beispiel bei BBC, den Sendern der ARD und im Deutschlandradio, sowie beim niederländischen öffentlich-rechtlichen Rundfunk NPO Radio 1 und dem Nachrichtensender BNR.

### Geschichte der Diplomatie und der internationalen Beziehungen
2021 erschien Dürrs Biografie Erzberger: Der gehasste Versöhner über den Politiker Matthias Erzberger, der 1918 den Waffenstillstand des Ersten Weltkriegs unterzeichnete. Das Buch, das vielfach gelobt und unter anderen von Historiker Christopher Clark und dem Politikjournalisten Heribert Prantl empfohlen wurde, erschien hundert Jahre nach Erzbergers Ermordung.
Sein jüngstes Buch, De droom van Den Haag, erzählt die Geschichte der Haager Friedenskonferenzen von 1899 und 1907 und der Entstehung der modernen, regelbasierten Weltordnung. Das Buch stand auf der Shortlist des wichtigsten niederländischen Sachbuchpreises, des Libris Geschichtspreises, und war unter anderem laut den Tageszeitungen NRC Handelsblad und Trouw eines der besten Bücher des Jahres.

## Auszeichnungen
- 2011: Deutsch-Niederländischer Journalistenpreis
- 2014: Einer der Top 30 Journalisten unter 30
- 2024: Libris Geschiedenis Prijs (shortlist)

## Veröffentlichungen
- Im Namen der Völker: Der lange Kampf des Internationalen Strafgerichtshofs, Edition Einwurf, Rastede, 2016, ISBN 978-3-89684-192-6.
- Erzberger: Der gehasste Versöhner – Biografie eines Weimarer Politikers, Ch. Links Verlag, Berlin, 2021, ISBN 978-3-96289-116-9.
- De droom van Den Haag: De Haagse vredesconferenties en het ontstaan van een nieuwe wereldorde, Atlas Contact, Amsterdam, 2024, ISBN 978-9-04504-837-6.